# (3618) Куприн
(3618) Куприн (лат. Kuprin) — типичный астероид главного пояса, открыт 20 августа 1979 года советским астрономом Николаем Черных в Крымской астрофизической обсерватории и 12 сентября 1992 года назван в честь русского писателя и переводчика Александра Куприна.

## Обнаружение и именование
(3618) Куприн
Открыт 20 августа 1979 года в Научном Н. С. Черных.
Назван в честь известного русского писателя Александра Ивановича Куприна (1870—1938).
Оригинальный текст (англ.)3618 Kuprin
Discovered 1979-08-20 by Chernykh, N. at Nauchnyj.
Named in honor of Aleksandr Ivanovich Kuprin (1870—1938), famous Russian writer.
Источники: DISCOVERY.DB; M.P.C. 20836.

## Физические характеристики
Астероид относится к таксономическому классу C.
По результатам наблюдений в видимом и ближнем инфракрасном диапазоне космического телескопа NEOWISE и наблюдений в инфракрасном диапазоне спутника Akari диаметр астероида оценивался равным 16,106±0,341 км, 14,50±0,59 км и 13,74±4,06 км. Согласно тем же источникам альбедо оценивается как 0,0681±0,0094, 0,088±0,008, 0,068±0,009 и 0,068±0,046.